# Jordi Benet
Jordi Benet Rubio (ur. 15 lipca 1980) – piłkarz andorski grający na pozycji pomocnika. W swojej karierze rozegrał dwa mecze w reprezentacji Andory.
Przez całą karierę piłkarską związany z klubem FC Andorra, który występuje w niższych ligach hiszpańskich.
W reprezentacji Andory Benet wystąpił w dwóch spotkaniach. Debiut zaliczył w towarzyskim spotkaniu z Portugalią, przegranym 0-4 (rozegrany 18 sierpnia 1999). Drugim, było spotkanie z Holandią, rozegrane w ramach eliminacji do Mistrzostw Świata 2002; mecz, rozegrany dnia 6 października 2001, zakończył się wynikiem 4-0 dla Holendrów.